# Liste der Monuments historiques in Saint-Blin
Die Liste der Monuments historiques in Saint-Blin führt die Monuments historiques in der französischen Gemeinde Saint-Blin auf.

## Liste der Immobilien
| Bezeichnung | Beschreibung            | Standort                       | Kennzeichnung | Schutzstatus | Datum | Bild |
| ----------- | ----------------------- | ------------------------------ | ------------- | ------------ | ----- | ---- |
| Wegekreuz   | aus dem 16. Jahrhundert | Avenue de la Libération (Lage) | PA00079217    | Inscrit      | 1929  |      |

## Liste der Objekte
| Bezeichnung                                | Beschreibung       | Standort                                          | Kennzeichnung | Schutzstatus | Datum | Bild |
| ------------------------------------------ | ------------------ | ------------------------------------------------- | ------------- | ------------ | ----- | ---- |
| Weihwasserbecken mit Passionsdarstellungen | Kalkstein, um 1500 | in der Kirche Notre-Dame-en-son-Assomption (Lage) | PM52001072    | Classé       | 1952  |      |